# Calypso (musik)
 For alternative betydninger, se Calypso. (Se også artikler, som begynder med Calypso)
Calypso er en sangform, der stammer fra ø-staten Trinidad og Tobago i Caribien.
Oprindeligt sang man om begivenheder, der beskrev øernes sociale og samfundsmæssige liv. Senere handlede det også om sladder, ironi og satire. Man fortalte historier, der sjældent blev bekræftet af dem, sangene handlede om. Calypsoen blev især sunget i ugerne op til karnevallet. Det foregik i 'calypso-telte', som næsten havde karakter af de revyer vi kender i Danmark, hvor der blev gjort grin med nogle af dem, der havde gjort sig bemærket i årets løb. En sang handlede om at en kvindelig politiker var blevet udnævnt til kulturminister fordi hun havde et uægte barn med premierministeren. En anden sang handlede om at der til en fest blev serveret fordærvet mad for byens topfolk – men der var kun ét toilet.
Amerikaneren Harry Belafonte med caribbiske rødder gjorde calypsoen populær for det brede publikum i slutningen af 1950'erne og i begyndelsen af 1960'erne. Belafontes album Calypso blev det første album nogensinde, der solgte mere end 1 million eksemplarer.
Belafontes udbredelse af calypsomusikken førte til at mange sange blev blev indspillet af danske artister, herunder den dansk/hollandske sangduo Nina & Frederik. Flere sange er blevet oversat til dansk – for eksempel 'Skandale i familien' som Daimi sang i 1960'erne – der var skrevet af calypso sangerne Sir Lancelot og Lord Melody med originaltitlen 'Shame and Scandal in de Family'. Sir Lancelot og Lord Melody havde dog hver deres tekst til melodien. Melody fik størst succes på grund af hans ’dristige’ historie om den unge mand der af sin far ikke måtte gifte sig med en ung smuk pige, fordi hun var hans søster – men sig det ikke til mor – indtil hans mor kunne fortælle den unge mand, at hans far ikke var hans far.
Et andet eksempel er 'Min Kone Og Min Mor' med Michael Bundesen som han bevidst eller ubevidst har taget fra Lord Kitcheners 'Mother And Wife'.
Siden 1960 har de populæreste calypso solister været Mighty Sparrow, Lord Kitchener, Calypso Rose, Mighty Chalkdust, Black Stalin, David Rudder og Lord Pretender – alle fra Trinidad og Tobago – samt King Short Shirt fra Antigua.